# Socha svatého Františka Xaverského (Krupka)
Socha svatého Františka Xaverského je barokní socha sv. Františka Xaverského v Krupce u Teplic v Ústeckém kraji. Socha stojí v Husitské ulici od roku 1717. Připomíná morovou epidemii z roku 1680, při které ve městě zemřelo 327 lidí, tedy asi třetina tehdejších obyvatel. Jezuitskému misionáři obyvatelé přisoudili hlavní zásluhu na potlačení epidemie. Socha je jedním ze symbolů Krupky.

## Poničení sochy
21. června 2016 se při opravě vozovky v Husitské ulici rozjel nedostatečně zajištěný nákladní automobil a kromě zaparkované dodávky poničil i sochu, její podstavec a umělecké kovové zábradlí. Škoda byla odhadnuta na 1,5 milionu.

## Obnova sochy
3. prosince 2018, kdy má podle církevního kalendáře svatý František Xaverský svátek, se uskutečnilo znovuodhalení barokního díla po zrestaurování. To provedl Radomil Šolc z Bylochova na Litoměřicku. Mříže opravila firma Houska a Douda z Buštěhradu. Většina škody (1,4 milionu) by měla být uhrazená z pojistného plnění společnosti Strabag, která tehdy vozovku opravovala.